# Номінальний тиск
Номінальний тиск — літерно-числове позначення, що характеризує надлишковий тиск, за якого забезпечується заданий термін служби арматури та з'єднань трубопроводу за температури робочого середовища 293 К (20 °C). Позначення номінального тиску складається з літерного сполучення PN та числової частини, що є значенням тиску в кгс/см², на яких проведено розрахунок на міцність арматури та з'єднань трубопроводів за характеристиками міцності вибраних матеріалів, що відповідають температурі 293 К (20 °C)
Номінальний тиск є безрозмірною величиною.
Як і номінальний діаметр, номінальний тиск було градуйовано на основі практики експлуатації накопиченого досвіду. Номінальний тиск для конкретного трубопроводу вибирається на основі тиску, що реально створюється в ньому, шляхом вибору найближчого більшого значення. При цьому фітинги та арматура в цьому трубопроводі також повинні відповідати такому самому ступеню тиску. Товщина стінок труби розраховується виходячи з номінального тиску і повинна забезпечувати працездатність труби при значенні тиску, що дорівнює номінальному (табл. 1.).